# 메러디스 샐린저
메러디스 샐런저(Meredith Salenger, 1970년 3월 14일 ~ )는 미국의 배우이다.

## 출연 작품
- 더 세컨드 커밍 오브 크라이스트 (2018)
- 더 퍼펙트 도터 (2016)
- 제이크 스퀘어드 (2013)
- 크러쉬 (2013)
- 더 램프 (2011)
- 윗치 마운틴 (2009)
- 쿼러티 타임 (2008)
- 스타 워즈: 클론 전쟁 - 시리즈 (2008)
- 워크 앤 더 글로리 3 (2006)
- 써드 휠 (2002)
- 내 친구의 아내 (2001)
- 굿 어드바이스 (2001)
- 플래시드 (1999)
- 버그 버스터 (1998)
- 코드 제로 (1998)
- 도슨의 청춘일기 (1998)
- 스파클 앤 참 (1997)
- 걸 인 더 캐딜릭 (1995)
- 비너스 라이징 (1995)
- 글로리 데이즈 (1995)
- 저주받은 도시 (1995)
- 대반격 (1991)
- 드림 걸 (1989, Dream a Little Dream)
- 지미의 사춘기 (1988)
- 멀고 먼 낙원 (1986)
- 머나먼 시애틀 (1985)